# Ilex maxima
Ilex maxima là một loài thực vật có hoa trong họ Aquifoliaceae. Loài này được W.J. Hahn mô tả khoa học đầu tiên năm 1993.